# Carlos Alcaraz (voetballer)
Carlos Jonas Alcaraz Duran (La Plata, 30 november 2002) is een Argentijns voetballer die doorgaans speelt als middenvelder. In juli 2025 verruilde hij Flamengo voor Everton.

## Clubcarrière
Alcaraz speelde in de jeugd van Deportes Infantiles de Villa Elisa en werd in 2017 opgenomen in de opleiding van Racing Club. Deze doorliep hij en op 26 januari 2020 maakte hij zijn professionele debuut namens die club. Op die dag werd in de Primera División gespeeld tegen CA Tucumán. Racing Club kwam door een treffer van Mauricio Martínez op voorsprong, maar door Javier Toledo eindigde het duel in 1–1. Alcaraz moest van coach Sebastián Beccacece als reserve aan de wedstrijd beginnen en hij viel elf minuten voor het einde van de reguliere speeltijd in voor Héctor Fértoli. Zijn eerste doelpunt maakte hij op 28 november 2020, toen hij tegen Unión de Santa Fe zorgde voor het enige doelpunt van de wedstrijd: 1–0. Vanaf het kalenderjaar 2021 kreeg Alcaraz meer speelminuten in het eerste elftal. Op 6 november 2022 maakte de middenvelder de beslissende 1–2 tegen Boca Juniors in de strijd om de Trofeo de Campeones de la Liga Profesional. Later was hij een van de tien spelers die van scheidsrechter Facundo Tello een rode kaart kreeg.
In januari 2023 maakte Alcaraz voor een bedrag van circa dertienenhalf miljoen euro de overstap naar Southampton, waar hij zijn handtekening zette onder een verbintenis voor de duur van vierenhalf jaar. Zijn debuut maakte hij op 14 januari, uit bij Everton in de Premier League. Die club kwam door Amadou Onana op voorsprong, waarna James Ward-Prowse met twee doelpunten zorgde voor een zege voor Southampton. Coach Nathan Jones liet de Argentijn op de reservebank beginnen en hij mocht na ruim een uur spelen invallen voor Roméo Lavia. Zijn eerste doelpunt in Engeland maakte hij een kleine maand later, op 11 februari, toen hij thuis tegen Wolverhampton Wanderers de score opende. Door een eigen doelpunt van Jan Bednarek en een treffer van João Gomes wonnen de bezoekers alsnog met 1–2. Aan het einde van het seizoen 2022/23 degradeerde Southampton naar het Championship. In oktober werd het contract van Alcaraz opengebroken en met een jaar verlengd tot medio 2028.
Alcaraz verkaste in januari 2024 op huurbasis naar Juventus, wat tevens een optie tot koop op de Argentijn verkreeg. Deze werd niet gelicht, waardoor hij weer terugkeerde naar Southampton. Hier speelde de Argentijn nog één wedstrijd, waarna hij voor circa achttien miljoen euro naar Flamengo verkaste en daar voor vijf jaar tekende. Een half seizoen later ging hij opnieuw in Engeland spelen, toen Everton hem op huurbasis overnam. Hierbij bedong de club ook een optie tot koop. Deze werd richting het einde van het seizoen gelicht, waardoor hij tot medio 2027 kwam vast te liggen bij Everton.

## Clubstatistieken
| Seizoen | Club        | Competitie       | Competitie | Competitie | Beker | Beker | Internationaal | Internationaal | Totaal | Totaal |
| Seizoen | Club        | Competitie       | Wed.       | Dlp.       | Wed.  | Dlp.  | Wed.           | Dlp.           | Wed.   | Dlp.   |
| ------- | ----------- | ---------------- | ---------- | ---------- | ----- | ----- | -------------- | -------------- | ------ | ------ |
| 2019/20 | Racing Club | Primera División | 1          | 0          | 1     | 0     | —              | —              | 2      | 0      |
| 2020/21 | Racing Club | Primera División | 8          | 1          | 1     | 0     | 5              | 0              | 14     | 1      |
| 2021    | Racing Club | Primera División | 24         | 1          | 0     | 0     | 1              | 0              | 25     | 1      |
| 2022    | Racing Club | Primera División | 33         | 7          | 3     | 0     | 6              | 1              | 42     | 8      |
| 2022/23 | Southampton | Premier League   | 18         | 4          | 3     | 0     | —              | —              | 21     | 4      |
| 2023/24 | Southampton | Championship     | 23         | 3          | 3     | 1     | —              | —              | 26     | 4      |
| 2023/24 | → Juventus  | Serie A          | 10         | 0          | 2     | 0     | —              | —              | 12     | 0      |
| 2024/25 | Southampton | Premier League   | 1          | 0          | 0     | 0     | —              | —              | 1      | 0      |
| 2024    | Flamengo    | Série A          | 14         | 2          | 3     | 0     | 1              | 0              | 18     | 2      |
| 2025    | Flamengo    | Série A          | 1          | 1          | 0     | 0     | 0              | 0              | 1      | 1      |
| 2024/25 | → Everton   | Premier League   | 15         | 2          | 1     | 0     | —              | —              | 16     | 2      |
| 2025/26 | Everton     | Premier League   | 0          | 0          | 0     | 0     | —              | —              | 0      | 0      |
| Totaal  | Totaal      | Totaal           | 148        | 21         | 17    | 3     | 13             | 1              | 178    | 25     |

Bijgewerkt op 21 juli 2025.

## Interlandcarrière
In oktober 2023 werd Alcaraz door bondscoach Lionel Scaloni opgenomen in de selectie van het Argentijns voetbalelftal voor de WK 2026-kwalificatiewedstrijden tegen Paraguay en Peru. Tijdens deze duels kwam hij niet in actie.

## Erelijst
| Competitie                                 |             |             |             |             |
| Competitie                                 | Aantal      | Jaren       |             |             |
| Racing Club                                | Racing Club | Racing Club | Racing Club | Racing Club |
| ------------------------------------------ | ----------- | ----------- | ----------- | ----------- |
| Trofeo de Campeones de la Liga Profesional | 1           | 2022        |             |             |
| Juventus                                   |             |             |             |             |
| Coppa Italia                               | 1           | 2023/24     |             |             |